# Eren Derdiyok
Eren Derdiyok (Basilea, 12 giugno 1988) è un allenatore di calcio ed ex calciatore svizzero, di ruolo attaccante.

## Carriera

### Club

#### Old Boys e Basilea
Nato a Basilea, in Svizzera, da genitori curdi originari della Turchia e di religione alevita, Derdiyok ha incominciato la sua carriera nell'Old Boys, formazione minore del campionato di calcio svizzero, con cui mette a segno 10 gol in 18 partite nella stagione 2005-06 attirando le attenzioni del Basilea, che lo acquista al termine del campionato.
Nella prima stagione con la maglia rossoblù non ha l'opportunità di mettersi in mostra, visto che parte una sola volta da titolare e colleziona appena 220 minuti complessivi. Al termine della stagione vince la Coppa di Svizzera, il trofeo nazionale elvetico, primo trofeo della sua carriera.
L'anno successivo, campionato 2007-08, è quello in cui ha modo di mostrare le sue potenzialità. Comincia a giocare con regolarità e il 2 marzo 2008, nel match in trasferta contro il Thun, mette a segno la sua prima tripletta da professionista. Il 6 aprile 2008 con la maglia del Basilea vince la seconda Coppa di Svizzera, seguita dalla vittoria della Axpo Super League.

#### L'esperienza tedesca
Il 28 maggio 2009 viene acquistato dal Bayer Leverkusen per 3,8 milioni di euro, con un contratto quadriennale, con durata fino al 30 giugno 2013. Ha esordito il 31 luglio dello stesso anno in una partita di Coppa di Germania vinta per 1-0 con il Babelsberg, in cui ha realizzato l'unico gol della gara, il suo primo in maglia rossonera. Il 23 novembre 2011 ha realizzato la sua prima rete in UEFA Champions League con la maglia delle aspirine, nella partita casalinga vinta 2-1 con il Chelsea nella fase a gironi. Tre giorni dopo, nella partita esterna pareggiata 3-3 con l'Hertha Berlino in campionato, ha realizzato la sua prima tripletta con il Leverkusen.
Il 3 maggio 2012 viene acquistato dall'Hoffenheim per 5,5 milioni di euro, dopo aver firmato un contratto di quattro anni, a partire dal 1º luglio. Nell'estate 2013, torna in prestito al Leverkusen. A fine stagione gioca 18 partite e segna un solo gol.

#### Il passaggio in Turchia
Il 1º luglio 2014 passa al Kasımpaşa per 2,5 milioni di euro. Esordisce solo nell'aprile 2015, mentre il primo gol in Turchia lo segna il 3 maggio nella vittoria casalinga per 5-3 contro il Bursaspor. Milita nella compagine turca per due stagioni, durante le quali segna in campionato 15 reti in 40 partite. Dopo due stagioni, il 5 agosto 2016 viene acquistato dal Galatasaray.

### Nazionale
Ha tenuto una media-gol eccezionale sia nell'Under-19, nella quale ha messo a segno 7 gol in 7 partite, che nell'Under-21, con la cui maglia ha realizzato 7 reti in 5 partite. Le sue prestazioni in campionato e nelle nazionali giovanili gli hanno valso la convocazione in nazionale maggiore, nella quale debutta il 6 febbraio 2008 nell'incontro amichevole giocato a Wembley contro l'Inghilterra: entrato all'inizio della ripresa, dopo 12 minuti segnò il gol che costrinse momentaneamente al pari gli inglesi. Fece parte del gruppo dei 23 convocati per l'Europeo 2008, risultando il più giovane in assoluto fra i partecipanti alla competizione. Successivamente è stato convocato anche ai Mondiali 2010 in Sudafrica e agli Europei 2016 in Francia, saltando però i Mondiali 2014 in Brasile.

## Statistiche

### Cronologia presenze e reti in nazionale
| Cronologia completa delle presenze e delle reti in nazionale ― Svizzera | Cronologia completa delle presenze e delle reti in nazionale ― Svizzera | Cronologia completa delle presenze e delle reti in nazionale ― Svizzera | Cronologia completa delle presenze e delle reti in nazionale ― Svizzera | Cronologia completa delle presenze e delle reti in nazionale ― Svizzera | Cronologia completa delle presenze e delle reti in nazionale ― Svizzera | Cronologia completa delle presenze e delle reti in nazionale ― Svizzera | Cronologia completa delle presenze e delle reti in nazionale ― Svizzera |
| Data                                                                    | Città                                                                   | In casa                                                                 | Risultato                                                               | Ospiti                                                                  | Competizione                                                            | Reti                                                                    | Note                                                                    |
| ----------------------------------------------------------------------- | ----------------------------------------------------------------------- | ----------------------------------------------------------------------- | ----------------------------------------------------------------------- | ----------------------------------------------------------------------- | ----------------------------------------------------------------------- | ----------------------------------------------------------------------- | ----------------------------------------------------------------------- |
| 6-2-2008                                                                | Londra                                                                  | Inghilterra                                                             | 2 – 1                                                                   | Svizzera                                                                | Amichevole                                                              | 1                                                                       | 46’                                                                     |
| 26-3-2008                                                               | Basilea                                                                 | Svizzera                                                                | 0 – 4                                                                   | Germania                                                                | Amichevole                                                              | -                                                                       | 46’                                                                     |
| 24-5-2008                                                               | Lugano                                                                  | Svizzera                                                                | 2 – 0                                                                   | Slovacchia                                                              | Amichevole                                                              | -                                                                       | 64’                                                                     |
| 7-6-2008                                                                | Basilea                                                                 | Svizzera                                                                | 0 – 1                                                                   | Rep. Ceca                                                               | Euro 2008 - 1º turno                                                    | -                                                                       | 83’                                                                     |
| 11-6-2008                                                               | Basilea                                                                 | Svizzera                                                                | 1 – 2                                                                   | Turchia                                                                 | Euro 2008 - 1º turno                                                    | -                                                                       | 55’                                                                     |
| 15-6-2008                                                               | Basilea                                                                 | Svizzera                                                                | 2 – 0                                                                   | Portogallo                                                              | Euro 2008 - 1º turno                                                    | -                                                                       |                                                                         |
| 20-8-2008                                                               | Lancy                                                                   | Svizzera                                                                | 4 – 1                                                                   | Cipro                                                                   | Amichevole                                                              | -                                                                       | 62’                                                                     |
| 15-10-2008                                                              | Il Pireo                                                                | Grecia                                                                  | 1 – 2                                                                   | Svizzera                                                                | Qual. Mondiali 2010                                                     | -                                                                       | 88’                                                                     |
| 19-11-2008                                                              | San Gallo                                                               | Svizzera                                                                | 1 – 0                                                                   | Finlandia                                                               | Amichevole                                                              | -                                                                       | 46’                                                                     |
| 11-2-2009                                                               | Lancy                                                                   | Svizzera                                                                | 1 – 1                                                                   | Bulgaria                                                                | Amichevole                                                              | -                                                                       | 46’                                                                     |
| 28-3-2009                                                               | Chișinău                                                                | Moldavia                                                                | 0 – 2                                                                   | Svizzera                                                                | Qual. Mondiali 2010                                                     | -                                                                       | 80’                                                                     |
| 1-4-2009                                                                | Ginevra                                                                 | Svizzera                                                                | 2 – 0                                                                   | Moldavia                                                                | Qual. Mondiali 2010                                                     | -                                                                       | 82’                                                                     |
| 12-8-2009                                                               | Basilea                                                                 | Svizzera                                                                | 0 – 0                                                                   | Italia                                                                  | Amichevole                                                              | -                                                                       | 84’                                                                     |
| 5-9-2009                                                                | Basilea                                                                 | Svizzera                                                                | 2 – 0                                                                   | Grecia                                                                  | Qual. Mondiali 2010                                                     | -                                                                       | 61’                                                                     |
| 9-9-2009                                                                | Riga                                                                    | Lettonia                                                                | 2 – 2                                                                   | Svizzera                                                                | Qual. Mondiali 2010                                                     | 1                                                                       | 46’                                                                     |
| 10-10-2009                                                              | Lussemburgo                                                             | Lussemburgo                                                             | 0 – 3                                                                   | Svizzera                                                                | Qual. Mondiali 2010                                                     | -                                                                       | 46’                                                                     |
| 14-10-2009                                                              | Basilea                                                                 | Svizzera                                                                | 0 – 0                                                                   | Israele                                                                 | Qual. Mondiali 2010                                                     | -                                                                       | 46’                                                                     |
| 14-11-2009                                                              | Ginevra                                                                 | Svizzera                                                                | 0 – 1                                                                   | Norvegia                                                                | Amichevole                                                              | -                                                                       | 46’                                                                     |
| 3-3-2010                                                                | San Gallo                                                               | Svizzera                                                                | 1 – 3                                                                   | Uruguay                                                                 | Amichevole                                                              | -                                                                       |                                                                         |
| 1-6-2010                                                                | Sion                                                                    | Svizzera                                                                | 0 – 1                                                                   | Costa Rica                                                              | Amichevole                                                              | -                                                                       | 64’                                                                     |
| 5-6-2010                                                                | Lancy                                                                   | Svizzera                                                                | 1 – 1                                                                   | Italia                                                                  | Amichevole                                                              | -                                                                       | 68’                                                                     |
| 16-6-2010                                                               | Durban                                                                  | Svizzera                                                                | 1 – 0                                                                   | Spagna                                                                  | Mondiali 2010 - 1º turno                                                | -                                                                       | 80’                                                                     |
| 21-6-2010                                                               | Port Elizabeth                                                          | Cile                                                                    | 1 – 0                                                                   | Svizzera                                                                | Mondiali 2010 - 1º turno                                                | -                                                                       | 69’                                                                     |
| 25-6-2010                                                               | Bloemfontein                                                            | Honduras                                                                | 0 – 0                                                                   | Svizzera                                                                | Mondiali 2010 - 1º turno                                                | -                                                                       |                                                                         |
| 11-8-2010                                                               | Klagenfurt am Wörthersee                                                | Austria                                                                 | 0 – 1                                                                   | Svizzera                                                                | Amichevole                                                              | -                                                                       | 71’                                                                     |
| 3-9-2010                                                                | San Gallo                                                               | Svizzera                                                                | 0 – 0                                                                   | Australia                                                               | Amichevole                                                              | -                                                                       | 46’                                                                     |
| 7-9-2010                                                                | Basilea                                                                 | Svizzera                                                                | 1 – 3                                                                   | Inghilterra                                                             | Qual. Euro 2012                                                         | -                                                                       |                                                                         |
| 8-10-2010                                                               | Podgorica                                                               | Montenegro                                                              | 1 – 0                                                                   | Svizzera                                                                | Qual. Euro 2012                                                         | -                                                                       | 67’                                                                     |
| 12-10-2010                                                              | Basilea                                                                 | Svizzera                                                                | 4 – 1                                                                   | Galles                                                                  | Qual. Euro 2012                                                         | -                                                                       | 78’                                                                     |
| 9-2-2011                                                                | Ta' Qali                                                                | Malta                                                                   | 0 – 0                                                                   | Svizzera                                                                | Amichevole                                                              | -                                                                       |                                                                         |
| 26-3-2011                                                               | Sofia                                                                   | Bulgaria                                                                | 0 – 0                                                                   | Svizzera                                                                | Qual. Euro 2012                                                         | -                                                                       | 67’ 76’                                                                 |
| 4-6-2011                                                                | Londra                                                                  | Inghilterra                                                             | 2 – 2                                                                   | Svizzera                                                                | Qual. Euro 2012                                                         | -                                                                       | 75’                                                                     |
| 10-8-2011                                                               | Vaduz                                                                   | Liechtenstein                                                           | 1 – 2                                                                   | Svizzera                                                                | Amichevole                                                              | 1                                                                       | 63’                                                                     |
| 6-9-2011                                                                | Basilea                                                                 | Svizzera                                                                | 3 – 1                                                                   | Bulgaria                                                                | Qual. Euro 2012                                                         | -                                                                       |                                                                         |
| 7-10-2011                                                               | Swansea                                                                 | Galles                                                                  | 2 – 0                                                                   | Svizzera                                                                | Qual. Euro 2012                                                         | -                                                                       |                                                                         |
| 11-10-2011                                                              | Basilea                                                                 | Svizzera                                                                | 2 – 0                                                                   | Montenegro                                                              | Qual. Euro 2012                                                         | 1                                                                       | 69’                                                                     |
| 15-11-2011                                                              | Lussemburgo                                                             | Lussemburgo                                                             | 0 – 1                                                                   | Svizzera                                                                | Amichevole                                                              | -                                                                       |                                                                         |
| 29-2-2012                                                               | Berna                                                                   | Svizzera                                                                | 1 – 3                                                                   | Argentina                                                               | Amichevole                                                              | -                                                                       | 46’ 87’                                                                 |
| 26-5-2012                                                               | Basilea                                                                 | Svizzera                                                                | 5 – 3                                                                   | Germania                                                                | Amichevole                                                              | 3                                                                       |                                                                         |
| 30-5-2012                                                               | Lucerna                                                                 | Svizzera                                                                | 0 – 1                                                                   | Romania                                                                 | Amichevole                                                              | -                                                                       |                                                                         |
| 7-9-2012                                                                | Lubiana                                                                 | Slovenia                                                                | 0 – 2                                                                   | Svizzera                                                                | Qual. Mondiali 2014                                                     | -                                                                       |                                                                         |
| 11-9-2012                                                               | Lucerna                                                                 | Svizzera                                                                | 2 – 0                                                                   | Albania                                                                 | Qual. Mondiali 2014                                                     | -                                                                       | 72’                                                                     |
| 12-10-2012                                                              | Berna                                                                   | Svizzera                                                                | 1 – 1                                                                   | Norvegia                                                                | Qual. Mondiali 2014                                                     | -                                                                       | 39’                                                                     |
| 14-11-2012                                                              | Susa                                                                    | Tunisia                                                                 | 1 – 2                                                                   | Svizzera                                                                | Amichevole                                                              | 1                                                                       | 18’                                                                     |
| 23-3-2013                                                               | Nicosia                                                                 | Cipro                                                                   | 0 – 0                                                                   | Svizzera                                                                | Qual. Mondiali 2014                                                     | -                                                                       | 76’                                                                     |
| 15-10-2013                                                              | Berna                                                                   | Svizzera                                                                | 1 – 0                                                                   | Slovenia                                                                | Qual. Mondiali 2014                                                     | -                                                                       | 70’                                                                     |
| 9-10-2015                                                               | San Gallo                                                               | Svizzera                                                                | 7 – 0                                                                   | San Marino                                                              | Qual. Euro 2016                                                         | 1                                                                       | 68’                                                                     |
| 12-10-2015                                                              | Tallinn                                                                 | Estonia                                                                 | 0 – 1                                                                   | Svizzera                                                                | Qual. Euro 2016                                                         | -                                                                       |                                                                         |
| 13-11-2015                                                              | Trnava                                                                  | Slovacchia                                                              | 3 – 2                                                                   | Svizzera                                                                | Amichevole                                                              | 1                                                                       | 74’                                                                     |
| 17-11-2015                                                              | Vienna                                                                  | Austria                                                                 | 1 – 2                                                                   | Svizzera                                                                | Amichevole                                                              | -                                                                       | 77’                                                                     |
| 28-5-2016                                                               | Lancy                                                                   | Svizzera                                                                | 1 – 2                                                                   | Belgio                                                                  | Amichevole                                                              | -                                                                       | 41’                                                                     |
| 3-6-2016                                                                | Lugano                                                                  | Svizzera                                                                | 2 – 1                                                                   | Moldavia                                                                | Amichevole                                                              | -                                                                       | 46’                                                                     |
| 25-6-2016                                                               | Saint-Étienne                                                           | Svizzera                                                                | 1 – 1 dts (4 – 5 dtr)                                                   | Polonia                                                                 | Euro 2016 - Ottavi di finale                                            | -                                                                       | 70’                                                                     |
| 6-9-2016                                                                | Basilea                                                                 | Svizzera                                                                | 2 – 0                                                                   | Portogallo                                                              | Qual. Mondiali 2018                                                     | -                                                                       | 78’                                                                     |
| 7-10-2016                                                               | Budapest                                                                | Ungheria                                                                | 2 – 3                                                                   | Svizzera                                                                | Qual. Mondiali 2018                                                     | -                                                                       | 72’                                                                     |
| 13-11-2016                                                              | Lucerna                                                                 | Svizzera                                                                | 2 – 0                                                                   | Fær Øer                                                                 | Qual. Mondiali 2018                                                     | 1                                                                       | 87’                                                                     |
| 9-6-2017                                                                | Tórshavn                                                                | Fær Øer                                                                 | 0 – 2                                                                   | Svizzera                                                                | Qual. Mondiali 2018                                                     | -                                                                       | 78’                                                                     |
| 31-8-2017                                                               | San Gallo                                                               | Svizzera                                                                | 3 – 0                                                                   | Andorra                                                                 | Qual. Mondiali 2018                                                     | -                                                                       | 46’                                                                     |
| 3-9-2017                                                                | Riga                                                                    | Lettonia                                                                | 0 – 3                                                                   | Svizzera                                                                | Qual. Mondiali 2018                                                     | -                                                                       | 76’                                                                     |
| 7-10-2017                                                               | Basilea                                                                 | Svizzera                                                                | 5 – 2                                                                   | Ungheria                                                                | Qual. Mondiali 2018                                                     | -                                                                       | 85’                                                                     |
| Totale                                                                  |                                                                         | Presenze                                                                | 60                                                                      |                                                                         | Reti                                                                    | 11                                                                      |                                                                         |

## Palmarès

### Club

#### Competizioni nazionali
- Coppa Svizzera: 2

Basilea: 2006-2007, 2007-2008
- Campionato svizzero: 1

Basilea: 2007-2008
- Campionato turco: 2

Galatasaray: 2017-2018, 2018-2019
- Coppa di Turchia: 1

Galatasaray: 2018-2019
- Supercoppa di Turchia: 1

Galatasaray: 2019
- TFF 1. Lig: 1

Ankaragucu: 2021-2022